# Live Live Live Tokyo Dome 1993-1996
Live Live Live Tokyo Dome 1993-1996 è un live album degli X Japan uscito il 15 ottobre 1997 e contiene brani live eseguiti al Tokyo Dome tra il 1993 e il 1996. Un mese dopo venne pubblicato un album supplementare chiamato Live Live Live Extra.

## Tracce
- CD 1

1. PROLOGUE 1993.12.31 - 2:54 (YOSHIKI - F.Marino)
2. BLUE BLOOD 1993.12.31 - 4:23 (YOSHIKI - YOSHIKI)
3. SADISTIC DESIRE 1993.12.31 - 5:28 (YOSHIKI - HIDE)
4. WEEK END 1995.12.31 - 5:58 (YOSHIKI - YOSHIKI)
5. ROSE OF PAIN (ACOUSTIC) 1994.12.31 - 3:41 (YOSHIKI - YOSHIKI)
6. TEARS (ACOUSTIC) 1995.12.31 - 7:28 (Hitomi Shiratori, YOSHIKI - YOSHIKI)
7. STANDING SEX 1993.12.31 - 4:44 (Miyukihime Igarashi - YOSHIKI)
8. COUNT DOWN ～ X 1993.12.31 - 7:17 (Hitomi Shiratori - YOSHIKI)
9. ENDLESS RAIN 1993.12.31 - 9:28 (YOSHIKI - YOSHIKI)

- CD 2

1. AMETHYST 1996.12.31 - 6:19 (YOSHIKI)
2. RUSTY NAIL 1996.12.31 - 5:34 (YOSHIKI - YOSHIKI)
3. DAHLIA - 1996.12.31 - 8:09 (YOSHIKI - YOSHIKI)
4. CRUCIFY MY LOVE 1996.12.31 - 4:42 (YOSHIKI - YOSHIKI)
5. SCARS 1996.12.31 - 7:28 (HIDE - HIDE)
6. WHITE POEM I 1996.12.31 - 6:19 (YOSHIKI - YOSHIKI)
7. DRAIN 1996.12.31 - 4:20 (HIDE & TOSHI - HIDE)
8. SAY ANYTHING (ACOUSTIC) 1995.12.31 - 2:56 (YOSHIKI - YOSHIKI)
9. TEARS 1993.12.31 - 7:58 (Hitomi Shiratori, YOSHIKI - YOSHIKI)
10. FOREVER LOVE 1996.12.31 - 8:10 (YOSHIKI - YOSHIKI)